# Dino Philipson
Dino Philipson (26 septembre 1889, Florence - 16 octobre 1972, Pistoia), est un homme politique italien.

## Biographie
Petit-fils d'Isaac Pereire, il est député entre 1919 à 1924. Il est déporté à Lipari comme antifasciste sous Mussolini. Après 1943, il devient secrétaire d'État auprès du Président du Conseil des ministres, Pietro Badoglio. Après la guerre, il a été membre du Consulta Nazionale, puis ambassadeur auprès de l'OCDE.

## Sources
- Neil Rosenstein, The unbroken chain: biographical sketches and the genealogy of illustrious Jewish families from the 15th-20th century, Volume 1, 1990
- Emilia Daniele, Associazione Dimore Storiche Italiane, Sezione Toscana, Le dimore di Pistoia e della Valdinievole: l'arte dell'abitare tra ville e residenze urbane, 2004